# Pehr von Seth
Pehr von Seth, född den 23 juli 1867 i Lyby församling, Malmöhus län, död den 2 juli 1940 i Djursholm, var en svensk jurist och ämbetsman.

## Biografi
von Seth studerade först vid Lunds universitet där han blev filosofie kandidat 1888. Senare överflyttade han till Uppsala universitet där han blev juris doktor 1896.  von Seth tjänstgjorde därefter bland annat som assessor i Göta hovrätt innan han 1905 blev byråchef för lagärenden i Justitiedepartementet och 1906 expeditionschef i Jordbruksdepartementet. År 1909 blev han justitieråd i Högsta domstolen, ett ämbete han innehade till 1937. Som juridisk författare var von Seth främst inriktad på skogs- och jaktlagstiftning.
Pehr von Seth var son till kaptenen Fredrik Wilhelm von Seth och Ulla Trolle samt brorson till Edvard von Seth. Han var från 1913 gift med Ingrid Eberstein (1881–1944), vars far var vice häradshövding och godsägare. Makarna fick döttrarna sophiasyster Karin von Seth, som var gift med borgmästaren Lennart Norrman, och Barbro von Seth, som avled ogift.
Makarna von Seth är begravda på Djursholms begravningsplats.